# Semanario Pintoresco Español
Semanario Pintoresco Español est une publication périodique culturelle fondée à Madrid (Espagne) en 1836 par Ramón de Mesonero Romanos.

## Histoire

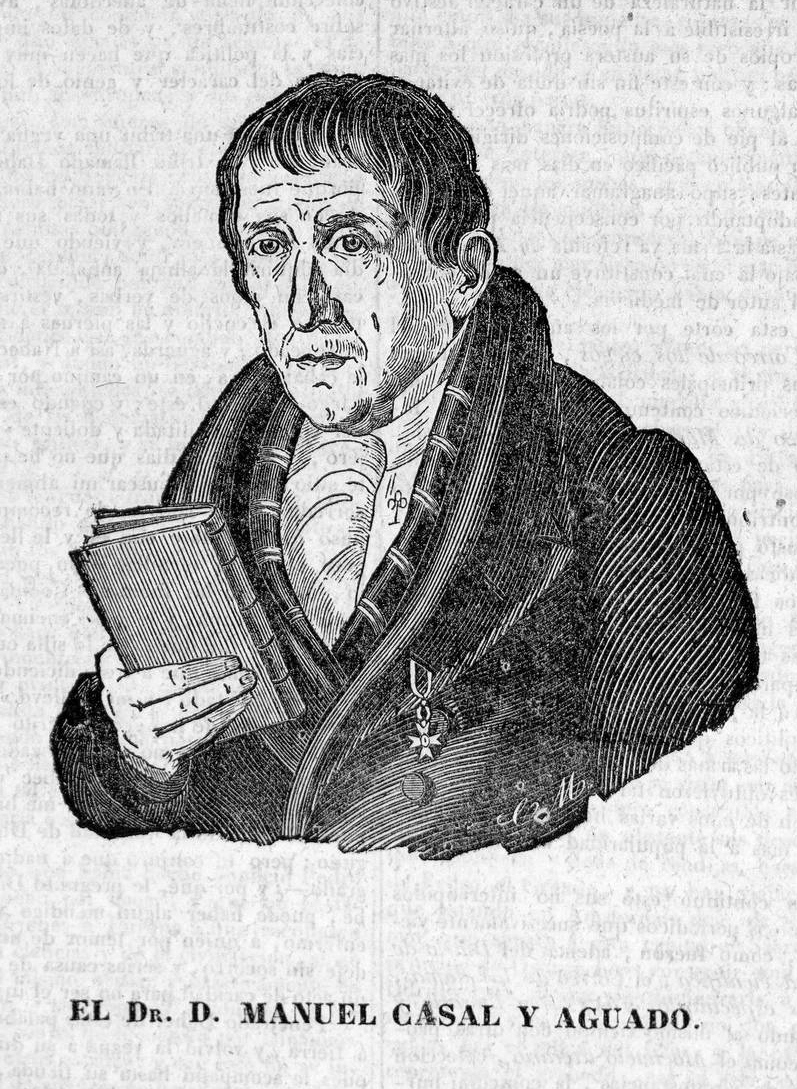
Portrait de, gravure publiée dans Semanario Pintoresco Español en 1837.

Le Semanario Pintoresco Español est fondé par Ramón de Mesonero Romanos, en 1836 comme une revue hebdomadaire publiée tous les dimanches à Madrid à partir du 3 avril 1836,. Mesonero Romanos souhaite que la revue suive le modèle d'« entreôt pittoresque » qui triomphe en Angleterre et en France, qu'il définit par quatre concepts : apolitisme, instruction, variété et bon marché,.
Afin de créer la revue, il importe de France sa presse mécanique, d'une grande avancée technique : il introduit la gravure sur bois qui permet d'imprimer la gravure en même temps que le texte et permet de copier à l'infini.
Du 2 janvier 1848 au dernier numéro, la revue affiche le sous-titre « Lecture familiale, encyclopédie populaire ».
La revue a joui d'une grande diffusion pour l'époque : 6 000 abonnés.
Selon Trancón Lagunas, Semanario Pintoresco Español aurait formé, avec El Museo Universal et Museo de las Familias la trilogie des revues les plus importantes du siècle [en Espagne] jusqu'à la Révolution de 1868.

## Contenus

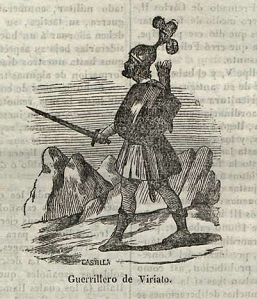
Guerrier de Viriate, gravure publiée dans Semanario Pintoresco Español en 1842.

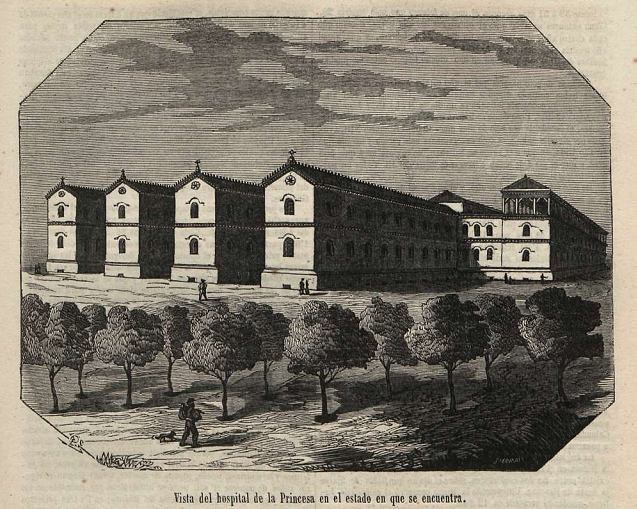
Vue de l'hôpital de La Princesse avant son inauguration en 1857, gravure publiée dans Semanario Pintoresco Español en 1855.

Sont fréquemment incluses dans la publication des « légendes et traditions espagnoles, contes, romans et biographies romancées » dans un contenu éclectique, mais dont la thématique costumbriste est la plus importante,. Mesonero Romanos était opposé au romantisme et au classicisme et souhaitait « populariser au plus grand nombre les connaissances utiles et agréables » concernant les sciences, la littérature et les arts.
La revue est organisée en sections fixes comme « Costumbres » (mœurs), « España pintoresca » (l'Espagne pittoresque), « Bellas Artes » (beaux-arts), « Crítica literaria » (critique littéraire), etc..  
La revue est décrite comme la revue qui, en Espagne, « a consolidé le modèle de publication familial, de divulgation et de loisirs. »

## Collaborateurs
Ángel Fernández de los Ríos (es), le dernier directeur de la revue, a pu s'entourer de la collaboration d'auteurs comme Ramón de Mesonero Romanos lui-même, Teodoro Guerrero y Pallarés, Juan Ariza (es), Antonio Gil y Zárate, Manuel Bretón de los Herreros (es), Eugenio Hartzenbusch e Hiriart (es), Carolina Coronado, Fernán Caballero, et de poète tels que José Zorrilla, Salvador Bermúdez de Castro O'Lawlor, Enrique Gil y Carrasco (es).
Pour la réalisation graphique, de nombreux illustrateurs et graveurs ont été sollicités, comme Vicente Urrabieta (es), Bernardo Rico y Ortega, Cecilio Pizarro, Vicente Castelló, Antonio Bravo, Calixto Ortega, Carlos Múgica y Pérez (es), Fernando Miranda, Manuel Lázaro Burgos, Ildefonso Cibera, Cruz, Félix Batanero (es), Eusebio Zarza, José Méndez, Murcia, Coderch, José María Avrial y Flores (es), Jesús Avrial y Flores, Francisco Lameyer y Berenguer, ou encore Leonardo Alenza.